# Resolução 28 do Conselho de Segurança das Nações Unidas
Resolução 28 do Conselho de Segurança das Nações Unidas, aprovada em 6 de agosto de 1947, nomeou uma sub-comissão composta por todos os representantes que propuseram soluções para a questão grega para tentar combinar todas elas em um novo projeto de resolução.
Foi aprovada com 10 votos, a União Soviética se absteve.